# 1 Hanover Square
1 Hanover Square, anciennement connue sous le nom de India House, se trouve à l'extrémité sud de Hanover Square dans le Lower Manhattan, à New York. Construit en 1851, il a été le site de la première bourse à terme de matières premières du pays, le New York Cotton Exchange. En reconnaissance de cette fonction, il a été désigné monument historique de New York en 1965 et monument historique national en 1977. 

## Description et histoire
1 Hanover Square est situé sur le côté ouest de la place éponyme dans le quartier financier de Lower Manhattan. Il s'agit d'une structure à trois étages, construite en grès brun dans le style de la Renaissance italienne. La façade principale est large de huit baies, l'entrée principale occupant deux baies au centre. Les fenêtres du rez-de-chaussée sont hautes et placées dans des ouvertures flanquées de pilastres lambrissés et surmontées d'arcs à fronton. Les fenêtres du deuxième étage sont plus petites, placées sous des frontons à pignon, et les fenêtres du troisième étage sont encore plus petites, avec des cadres plus simples. L'édifice est couronné d'une corniche. 
La structure a été construite comme un investissement commercial par le constructeur, développeur et marchand Richard F. Carman en 1851-53. C'était le siège de la Hanover Bank. En 1870, la New York Cotton Exchange a été fondée ici, la deuxième bourse de ce type au monde et la première aux États-Unis à négocier des contrats à terme sur marchandises (contrats spécifiant la livraison à une date future d'une marchandise particulière)  
Le bâtiment a servi de siège social à WR Grace and Company de 1885 à 1913, date à laquelle il a été acheté par India House, un club privé pour les gentlemen impliqués dans le commerce extérieur. Il a été déclaré monument historique national en 1977. Il abrite actuellement des restaurants. Il a également été utilisé dans le film de 2001 Kate et Leopold comme maison familiale de Leopold. 

## Voir également
- Économie de New York
- La Bourse du Coton de la Nouvelle-Orléans, également un monument historique national
- Liste des monuments historiques nationaux à New York